# Галогеніди арсену
Галогені́ди арсе́ну (рос. галогениды мышьяка, англ. arsenic halides) — галогенові сполуки арсену AsHal3 (Hal = F, Cl, Br, I) і AsHal5 (Hal = F, Cl, інші не відомі). AsF3 i AsCl3 у кристалах мають молекулярну тригональну пірамідальну структуру.
AsF3 може діяти як донор або як акцептор F-:
AsF3 + KF → K+[AsF4]-
AsF3 + SbF5 → [AsF2]+[SbF6]-
2AsCl3 → [AsCl2]+[AsCl4]-
З пентагалогенідів арсену стабільний лише AsF5. Він є сильним акцептором F- і дає комплекси, які містять октаедральний [AsF6]-. Відомі також йони [As6I8]2-, [As8I28]4-.